# 데이비드 러버링

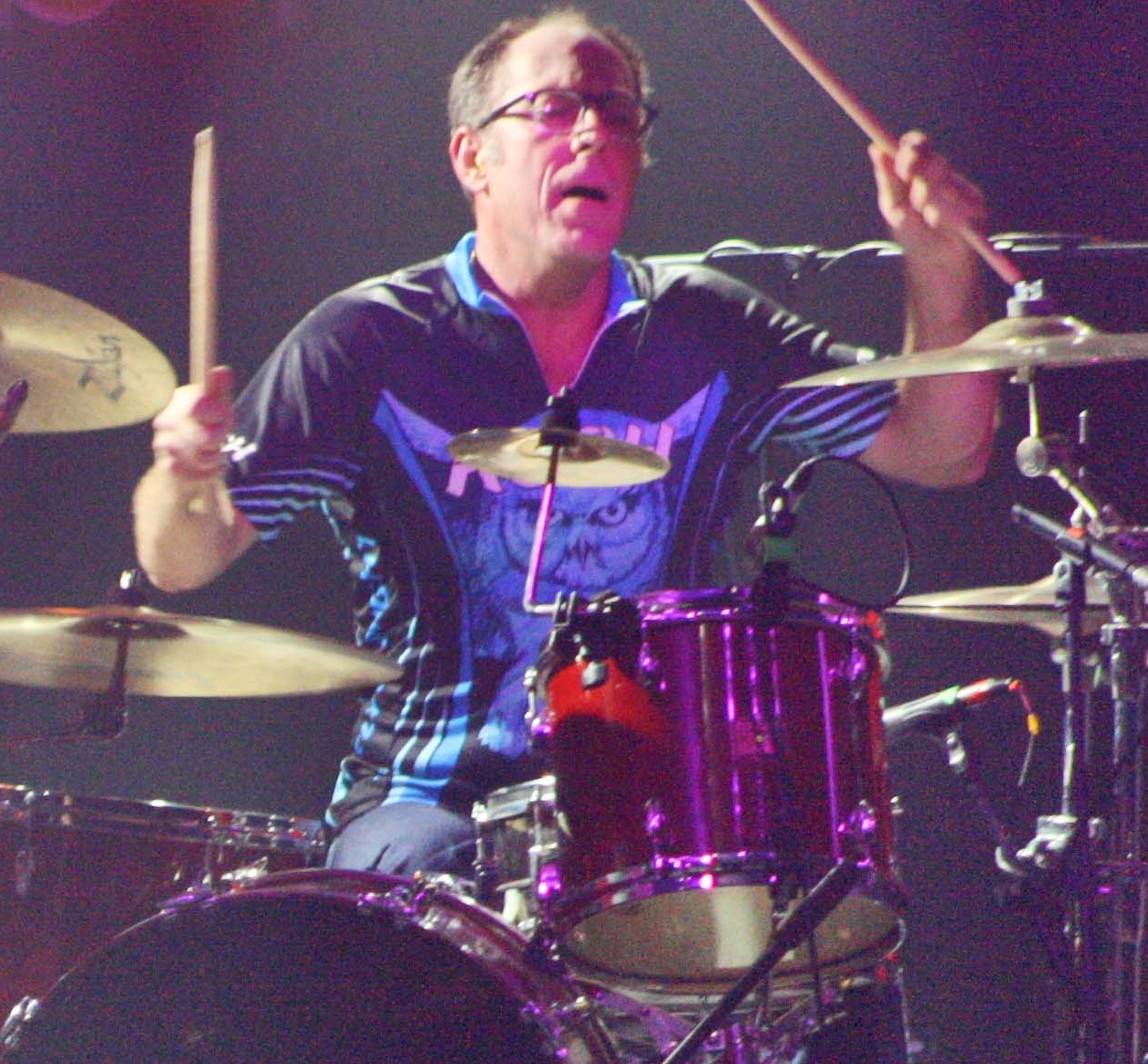
2010년 공연 모습

데이비드 러버링(David Lovering, 본명: 데이비드 설리번 러버링, David Sullivan Lovering, 1961년 12월 6일 ~ )은 미국의 음악가이자 마술사이다. 1986년에 합류한 얼터너티브 록 밴드 픽시스의 드러머로 가장 잘 알려져 있다. 1993년 밴드가 해체된 후 러버링은 더 마티니스(The Martinis), 크래커(Cracker), 니처 엡, 타냐 도넬리(Tanya Donelly)를 포함한 여러 다른 공연자들과 함께 드럼을 연주했다. 또한 무대에서 과학 및 물리학 기반 실험을 수행하면서 과학 현상가로서 마술 경력을 추구했다. 2004년 픽시스가 재결합했을 때 러버링은 밴드의 드러머로 돌아왔다.
드러머로서 러버링은 러시 (밴드)와 스틸리 댄을 포함한 다양한 장르의 밴드로부터 영감을 받았다.